# Серхіо Пенья Флорес
Серхіо Пенья (ісп. Sergio Peña, нар. 28 вересня 1995, Ліма) — перуанський футболіст, півзахисник грецького клубу ПАОК і національної збірної Перу.

## Клубна кар'єра
Народився 28 вересня 1995 року в місті Ліма. Вихованець футбольної школи клубу «Альянса Ліма». Дорослу футбольну кар'єру розпочав 2012 року в основній команді того ж клубу, в якій провів два сезони, взявши участь у 20 матчах чемпіонату. 
Своєю грою за цю команду привернув увагу представників іспанської «Гранади», до складу якої приєднався 2014 року. Проте пробитися до головної команди не зміг і грав за дублерів клубу з Гранади. У 2015 і 2016 роках повертався на батьківщину, де грав на умовах оренди відповідно за «Альянса Ліма» та «Універсідад Сан-Мартін». 
До складу основної команди клубу «Гранада» почав залучатися 2017 року. Станом на 18 травня 2018 року відіграв за неї 19 матчів в національному чемпіонаті.

## Виступи за збірні
Протягом 2014–2015 років залучався до складу молодіжної збірної Перу. На молодіжному рівні зіграв у 20 офіційних матчах, забив 6 голів.
У 2017 році дебютував в офіційних матчах у складі національної збірної Перу.
| Дата       | Місто          | Господарі         | Результат               | Гості    | Турнір                                 | Голи | Примітки |
| ---------- | -------------- | ----------------- | ----------------------- | -------- | -------------------------------------- | ---- | -------- |
| 23-3-2017  | Матурин        | Венесуела         | 2 – 2                   | Перу     | Відбір до ЧС 2018                      | -    | 78'      |
| 8-6-2017   | Трухільйо      | Перу              | 1 – 0                   | Парагвай | товариський матч                       | -    | 64'      |
| 31-8-2017  | Ліма           | Перу              | 2 – 1                   | Болівія  | Відбір до ЧС 2018                      | -    | 72'      |
| 5-10-2017  | Буенос-Айрес   | Аргентина         | 0 – 0                   | Перу     | Відбір до ЧС 2018                      | -    | 53'      |
| 23-3-2018  | Маямі-Гарденс  | Перу              | 2 – 0                   | Хорватія | товариський матч                       | -    | 84'      |
| 3-6-2018   | Санкт-Галлен   | Саудівська Аравія | 0 – 3                   | Перу     | товариський матч                       | -    | 76'      |
| 6-9-2018   | Амстердам      | Нідерланди        | 2 – 1                   | Перу     | товариський матч                       | -    | 79'      |
| 9-9-2018   | Зінсгайм       | Німеччина         | 2 – 1                   | Перу     | товариський матч                       | -    | 85'      |
| 16-10-2018 | Іст-Гартфорд   | США               | 1 – 1                   | Перу     | товариський матч                       | -    | 66'      |
| 8-10-2020  | Асунсьйон      | Парагвай          | 2 – 2                   | Перу     | Відбір до ЧС 2022                      | -    | 87'      |
| 8-6-2021   | Кіто           | Еквадор           | 1 – 2                   | Перу     | Відбір до ЧС 2022                      | -    | 73'      |
| 17-6-2021  | Ріо-де-Жанейро | Бразилія          | 4 – 0                   | Перу     | Копа Америка 2021 - 1-й етап           | -    | 67'      |
| 20-6-2021  | Гоянія         | Колумбія          | 1 – 2                   | Перу     | Копа Америка 2021 - 1-й етап           | 1    | 83'      |
| 23-6-2021  | Гоянія         | Еквадор           | 2 – 2                   | Перу     | Копа Америка 2021 - 1-й етап           | -    | 78'      |
| 27-6-2021  | Бразиліа       | Венесуела         | 0 – 1                   | Перу     | Копа Америка 2021 - 1-й етап           | -    |          |
| 2-7-2021   | Гоянія         | Перу              | 3 – 3 д.ч. (4 – 3 п.п.) | Парагвай | Копа Америка 2021 - чвертьфінал        | -    | 60'      |
| 5-7-2021   | Ріо-де-Жанейро | Бразилія          | 1 – 0                   | Перу     | Копа Америка 2021 - півфінал           | -    |          |
| 10-7-2021  | Бразиліа       | Колумбія          | 3 – 2                   | Перу     | Копа Америка 2021 - матч за 3-тє місце | -    | 78'      |
| 2-9-2021   | Ліма           | Перу              | 1 – 1                   | Уругвай  | Відбір до ЧС 2022                      | -    | 72'      |
| 7-10-2021  | Ліма           | Перу              | 2 – 0                   | Чилі     | Відбір до ЧС 2022                      | 1    | 80'      |
| 11-11-2021 | Ліма           | Перу              | 3 – 0                   | Болівія  | Відбір до ЧС 2022                      | 1    | 80'      |
| 16-11-2021 | Каракас        | Венесуела         | 1 – 2                   | Перу     | Відбір до ЧС 2022                      | -    | 59'      |
| Усього     |                | Матчів            | 22                      |          | Голів                                  | 3    |          |

## Досягнення
- Бронзовий призер Боліваріанських ігор: 2013

«Мальме»
- Чемпіон Швеції (2): 2021, 2023
- Володар Кубка Швеції (2): 2021-22, 2023–24[1]